# Jean-Charles Ablitzer
Pour les articles homonymes, voir Ablitzer.
Jean-Charles Ablitzer (né à Grandvillars le 5 août 1946) est un organiste et professeur d'orgue français, qui s'intéresse particulièrement aux orgues et à la musique des périodes Renaissance et Baroque.

## Biographie
Il est né à Grandvillars dans le Territoire de Belfort, un département qu’il n’a jamais quitté. D'abord autodidacte, il s'inscrit plus tard au conservatoire de Strasbourg, auprès du professeur Pierre Vidal. Depuis 1971 il est titulaire des orgues Valtrin-Callinet-Schwenkedel (classées monument historique) de la Cathédrale Saint-Christophe de Belfort. De 1971 à 2007 il a enseigné l'orgue au Conservatoire à rayonnement départemental de Belfort. En tant que tel il a entrepris dans cette ville et ses environs la construction d'instruments d'esthétiques sonores différentes :
- un instrument de style italien, construit par Gérald Guillemin en 1979 pour l'église Sainte-Odile de Belfort
- un instrument de style nord allemand, construit par Marc Garnier en 1984 dans le Temple Saint-Jean de Belfort[2]
- l’orgue espagnol de l’église St. Martin de Grandvillars, installé en 2018, et construit par les ateliers espagnol Joaquin Lois Cabello et Christine Vetter (pour la tuyauterie)[3]

Cela a fait de Belfort et de son territoire, qui ont par ailleurs des orgues romantiques, un lieu idéal pour l'enseignement de cet instrument.
L'intérêt qu'il porte aux orgues de type nordique l'emmena en Allemagne, (même en Allemagne de l'Est avant la Wende, qu'il visita régulièrement entre 1976 et 1984). Il est à l'origine du projet de reconstruction de l'orgue construit en 1596 par David Beck pour la chapelle du château de Gröningen, qui se trouve maintenant dans la Martinikirche de Halberstadt, un projet qui vise aussi la restauration du buffet de cet orgue. C'est lui qui alerta les autorités de l'état déplorable dans lequel se trouvait cet instrument remarquable, décrit par son organiste de jadis, Michael Prætorius, dans son Syntagma Musicum. Il fait toujours partie des forces motrices d'Organum Gruningense Redivivum, une association militant pour la reconstruction de cet orgue Beck. Il en a été élu Président d'honneur.
La musique de Praetorius a une importance particulière pour Jean-Charles Ablitzer. En 2005 il a enregistré toutes les œuvres pour orgue de ce compositeur, sur l'orgue Hans Scherer dans l'église Saint-Étienne de Tangermünde (Allemagne), enregistrement repris en 2008 par Alpha. Pour "Musique et mémoire productions" il a enregistré un CD intitulé Auch auff Orgeln (Aussi sur des orgues) offrant des arrangements pour orgue, de musique vocale et instrumentale de Praetorius, réalisés par lui-même et par d'autres. En 2006 il fit même un diaporama d'un voyage pendant lequel il visita Wolfenbüttel, Halberstadt, Gröningen et Creuzburg, la ville natale de Praetorius. Ce diaporama est intitulé Sur les traces de Michael Praetorius.
Outre les œuvres complètes pour orgue de Praetorius, la discographie d'Ablitzer comprend celles de Dietrich Buxtehude, de Johannes Brahms et de Pablo Bruna (toutes sur Harmonic Records), ainsi que des œuvres de Jean-Sébastien Bach, Georg Böhm, François Couperin, Jean-François Dandrieu, Jehan Titelouze.
Il a joué partout en France, où il a été invité par des festivals comme le Festival d'Avignon, le Festival International Toulouse les Orgues, Musique et Mémoire (à Faucogney-et-la-Mer) et le Festival de La Roque-d'Anthéron. Il a également animé durant 15 années les stages d'orgue organisés pendant le Festival de Musique d'Aubusson (Musique au cœur de la tapisserie) créé par le compositeur et organiste André Jorrand, sur le très bel instrument construit par le facteur d'orgue Gérald Guillemin. Il s'est produit aussi dans des pays européens comme l'Allemagne, la Belgique, la Suisse, l'Autriche, l'Espagne, et l'Italie. Au Danemark, il a participé aux festivités à l'occasion du 400e anniversaire (1610–2010) de l'orgue Compenius qui se trouve dans la chapelle du château de Frederiksborg. Il a également joué au Japon.
En complément de son travail de soliste, il aime la collaboration avec des chanteurs, en particulier avec le baryton catalan Josep Cabré. Il est aussi continuiste. Pendant une quinzaine d'années la Fondation Royaumont l'a engagé en qualité d'organiste de l'ensemble Il Seminario Musicale que dirigeait Gérard Lesne. Ils enregistrent les Leçons de Ténèbres de Marc-Antoine Charpentier en 1995, 3 CD Virgin Veritas. Diapason d’or.
Parmi les nombreuses émissions de radio et télévision auxquelles il a participé, ses invitations régulières au programme Organo pleno de France Musique méritent particulièrement d'être mentionnées.

## Galerie des orgues d'Ablitzer
L'orgue dont Ablitzer est le titulaire et les instruments dont il a lancé la construction.

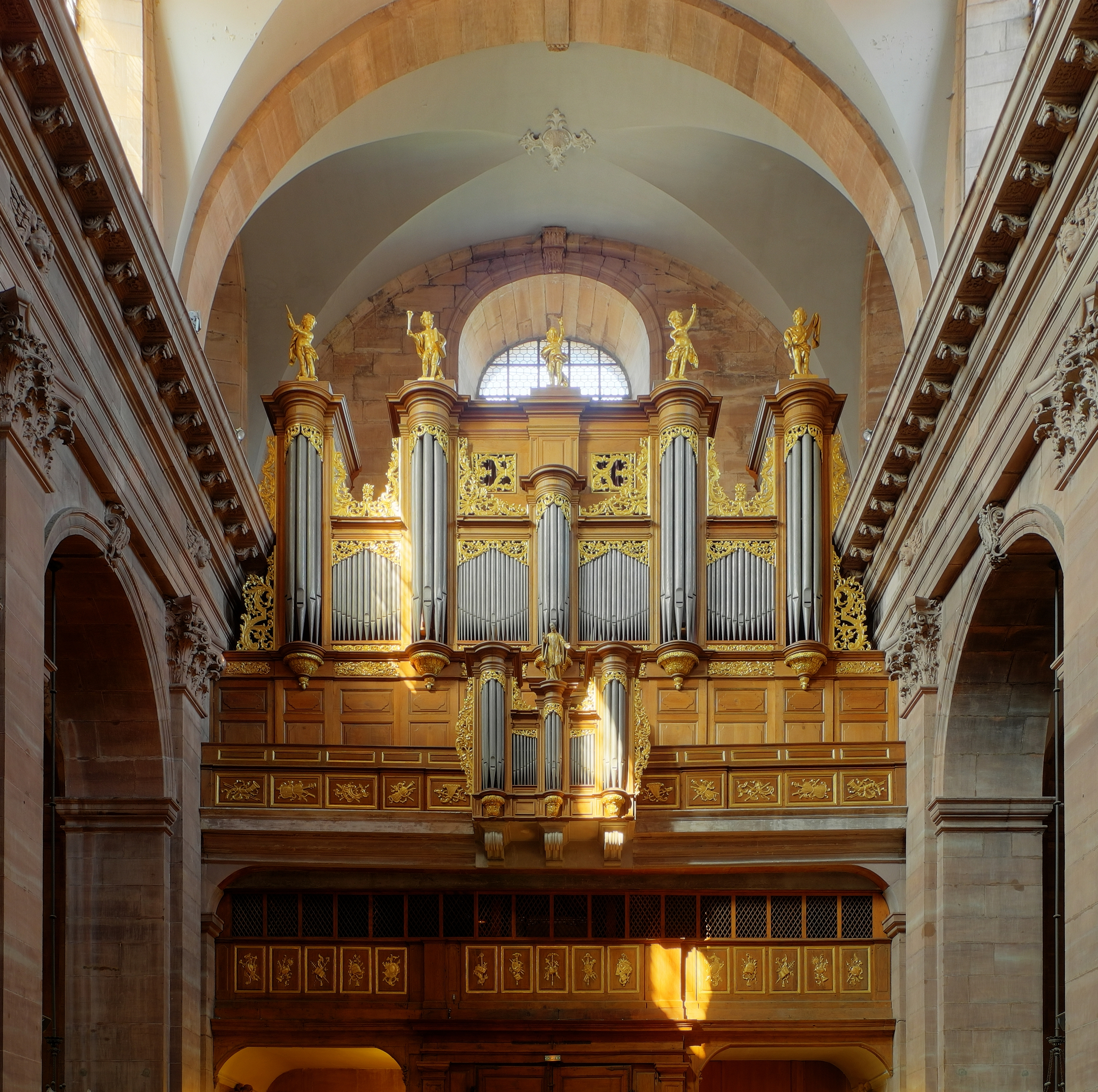
L'orgue Valtrin/Callinet/Schwenkedel de la cathédrale de Belfort
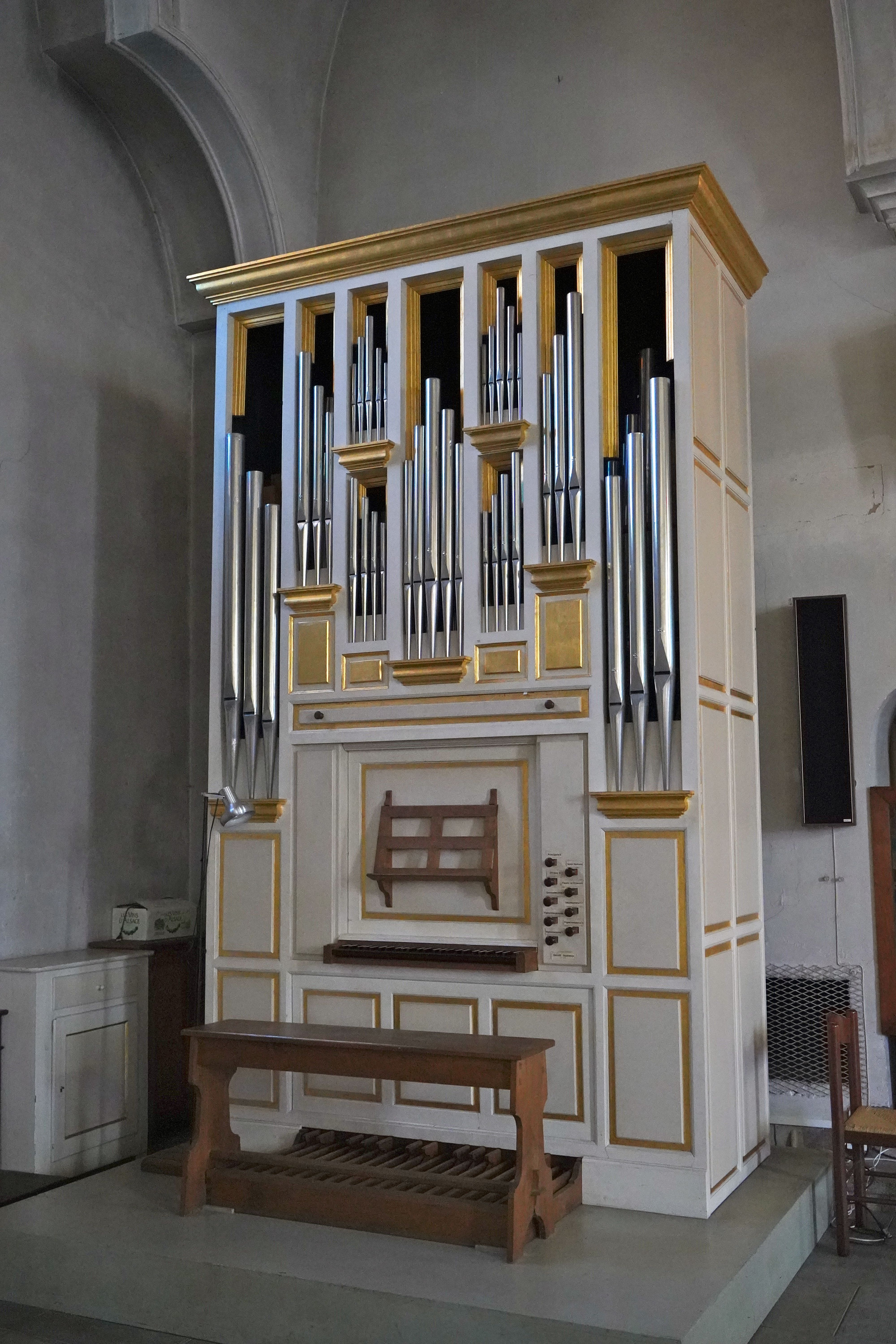
Orgue de style italien (Guillemin, 1979) dans l'église Ste. Odile
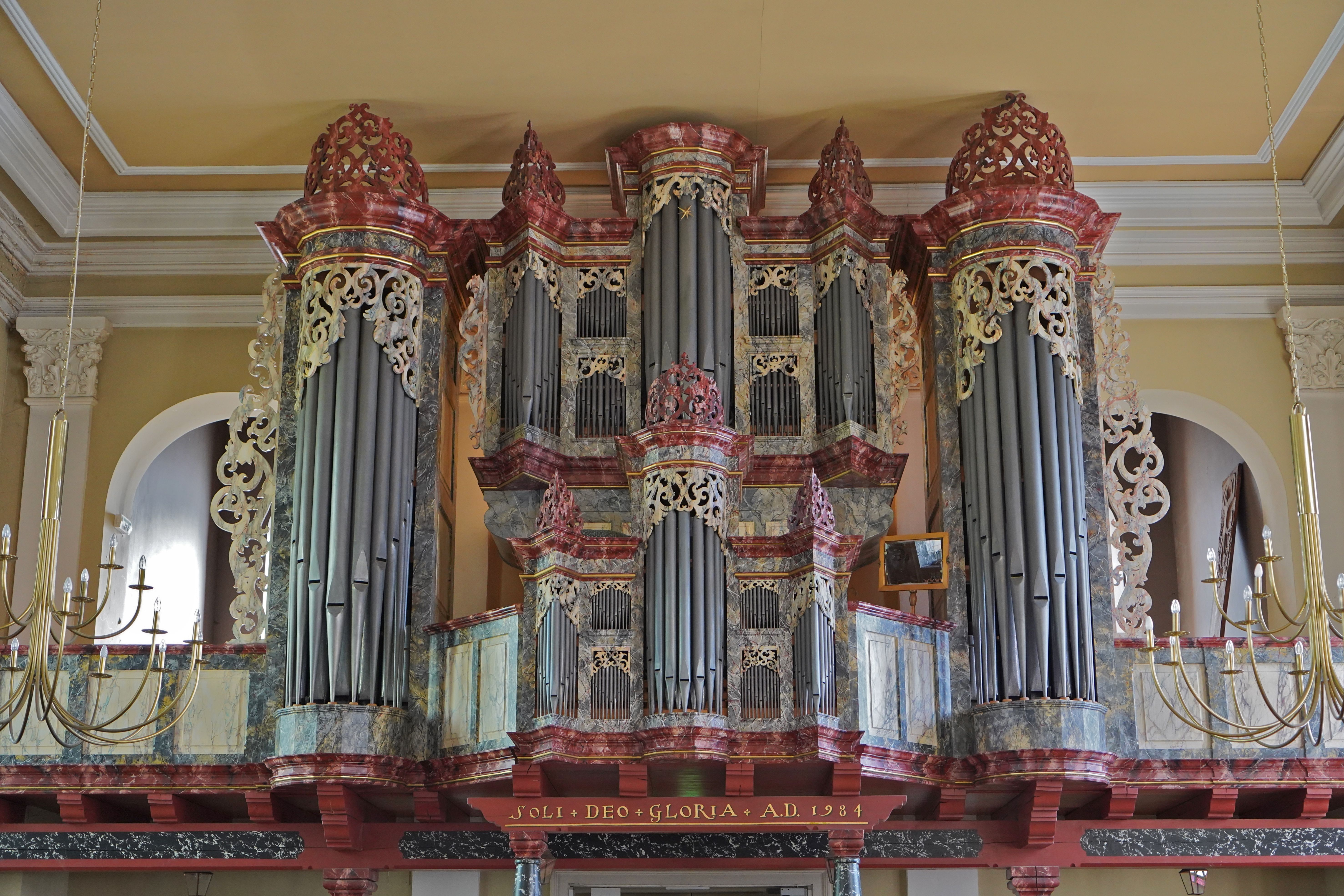
Orgue de style nord allemand (Marc Garnier, 1984) dans le Temple St. Jean
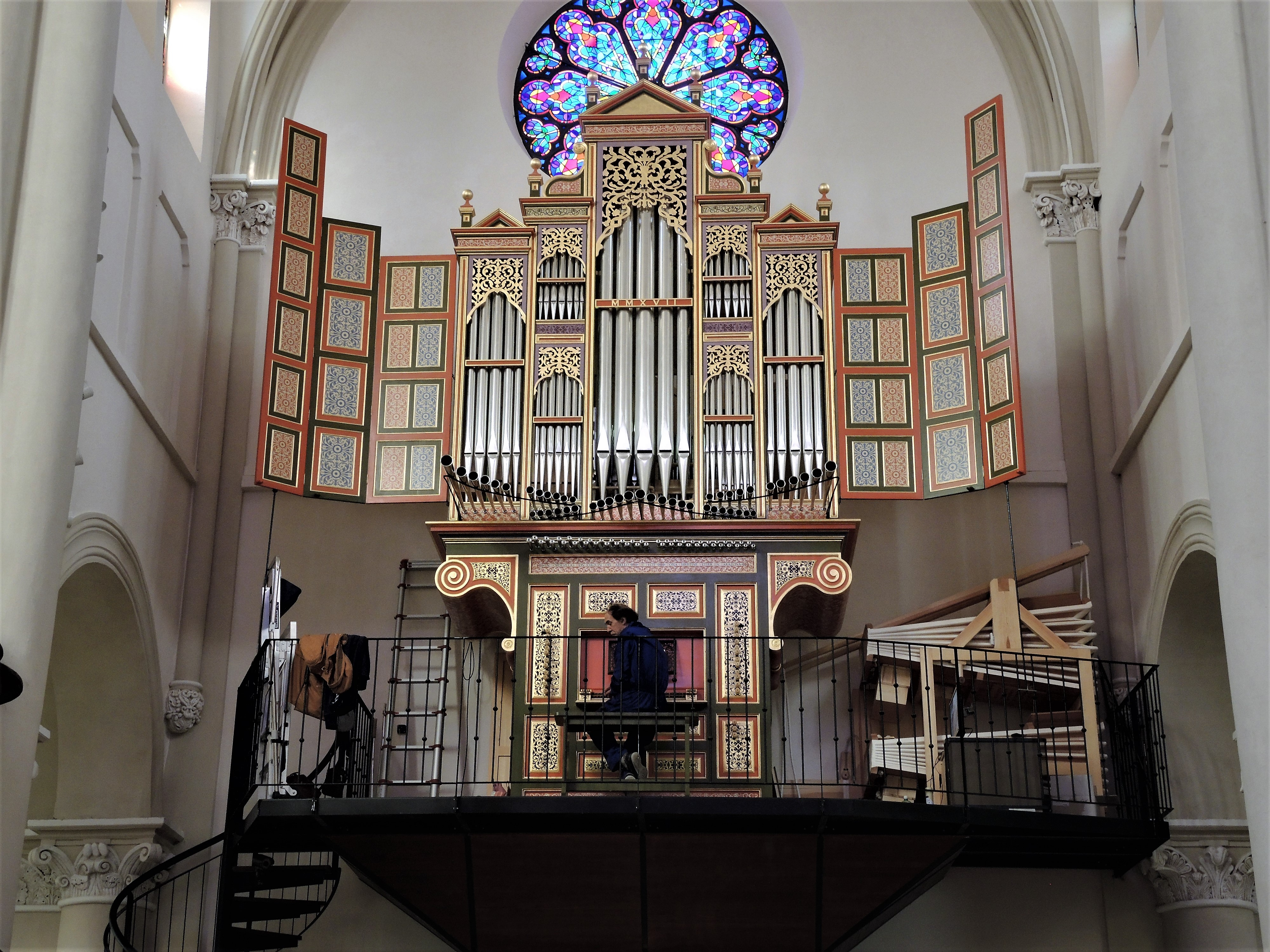
Orgue ibérique (Joaquin Lois Cabello et Christine Vetter, 2018) dans l'église St. Martin de Grandvillars.jpg

## Honneurs
- En 2000, le ministre français de la Culture lui conféra le grade de chevalier de l'ordre des Arts et des Lettres.
- Un décret du Président de la République française du 11 novembre 2010 lui conféra également le grade de chevalier de l'ordre national du Mérite pour ses « 43 ans d'activités culturelles et de services militaires »[4].

## Sources
- "J.-Ch. Ablitzer" dans Organa Saint-Rémy-de-Provence : 35e Festival d'Orgue : juillet/août/septembre 2010, publié par l'Association des Amis de l'Orgue de Saint-Rémy-de-Provence.
- Organum Gruningense Redivivum, brochure trilingue (allemand, français, et anglais), éditée et publiée par Jean-Charles Ablitzer pour l'association éponyme de Halberstadt ; téléchargeable ici (extraite en novembre 2010), avec le soutien du Conseil général du Territoire de Belfort. L'article principal, "L'orgue David Beck de la chapelle du château de Gröningen transféré en 1770 à la Martinikirche d'Halberstadt", est de la main d'Ablitzer.
- "Jean-Charles Ablitzer, organiste", un article sur le site de la 17e édition du Festival Musique et mémoire (extrait en novembre 2010).
- Site personnel de Jean-Charles Ablitzer (extrait en novembre 2010). Comprend sa discographie complète.